# Vengaboys
Vengaboys es un grupo de eurodance y música pop originario de Róterdam, Países Bajos, creado en 1997 por el dúo de productores neerlandeses Dennis van den Driesschen y Wessel van Diepen, más conocidos como Danski & DJ Delmundo.

## Carrera

### 1996-1998: Formación,Up and Down, yThe Party Album
El nombre "Vengaboys" fue originalmente el título del proyecto musical electrónico de los productores holandeses Danski y Delmundo como DJs a principios de los 90. En 1997 decidieron utilizar el nombre para producir un grupo de pop, eligiendo a la cantante brasileño-holandesa Kim Sasabone como vocalista principal.  Después de algunas audiciones, se añadieron Denise Post-Van Rijswijk, Roy den Burger y Robin Pors para completar el grupo, además la cantautora holandesa de ascendencia asiática, Jane Talany, participó como corista en los primeros álbumes de estudio para reforzar las vocales de los temas. 
En agosto de 1997, el grupo lanzó su sencillo debut "Parada de Tettas", seguido de "To Brazil!" en diciembre de 1997 y "Up and Down" en febrero de 1998. En abril de 1998, el grupo lanzó su álbum debut Up & Down - The Party Album en los Países Bajos y Bélgica. El álbum fue certificado oro en los Países Bajos. Le siguió "We Like to Party" en mayo, que alcanzó el número 2 en las listas holandesas y el número 1 en Bélgica en junio de 1998.
En octubre el grupo lanzó "¡Boom, Boom, Boom, Boom!!!" y Greatest Hits! Part 1, el álbum alcanzó el número 1 en la lista holandesa.
En noviembre de 1998, los Vengaboys entraron en la UK Singles Chart en el número 4 con "Up and Down", "We Like to Party" se lanzó internacionalmente en 1999 y alcanzó el Top 10 en muchos países europeos, Canadá, Australia, y Nueva Zelanda. Alcanzó el número 26 en la lista Billboard Hot 100.
En junio de 1999, The Vengaboys publicaron Greatest Hits! Part 1 y The Party Album; su segundo álbum de estudio. El sencillo "Boom Boom Boom Boom" encabezó las listas de éxitos en el Reino Unido, Nueva Zelanda y Países Bajos. En noviembre de 1999 "¡Boom, Boom, Boom, Boom!" también se utilizó en un anuncio en Japón para Nissan para su Wingroad 5-door estate.
"We're Going To Ibiza", una adaptación del éxito número 1 de Typically Tropical de 1975 "Barbados", también alcanzó el primer puesto en los Países Bajos en septiembre de 1999. El LP pasó 30 semanas consecutivas en el Billboard 200 estadounidense, y obtuvo la certificación de disco de Oro (500.000 unidades) en noviembre de 1999.
The Remix Album' se publicó en enero de 2000, con nuevas remezclas dance de las canciones del disco de debut del grupo.

### 2000-2002: Salida de Pors,The Platinum Albumy separación
Poco antes del lanzamiento de su siguiente álbum de estudio, Pors abandonó el grupo para seguir una carrera en solitario y fue sustituido por el entrenador de delfines Yorick Bakker. 
The Platinum Album se publicó a principios de 2000, y el grupo siguió cosechando éxitos, ya que sus tres primeros sencillos "Kiss (When the Sun Don't Shine)", "Shalala Lala" y "Uncle John from Jamaica" alcanzaron las listas de éxitos de Europa, Australia, Nueva Zelanda y Canadá, y los dos primeros llegaron a encabezar las listas de Nueva Zelanda.  Para el cuarto sencillo del álbum, "Cheekah Bow Bow (That Computer Song)", el grupo ganó un miembro virtual, Cheekah un personaje animado por ordenador. En febrero del año 2001, se presentan exitosamente en el XLII Festival Internacional de la Canción de Viña del Mar.
En 2002, Denise Post-Van Rijswijk y Bakker abandonaron el grupo.

### 2007-2009: Vuelta a los escenarios y cambios en la formación
En 2007, volvieron a la escena musical con el nuevo miembro Donny Latupeirissa a.k.a. Ma'Donny, sustituyendo a den Burger como Cowboy.

### 2010-2013:The Best of Vengaboys
En 2010, la banda lanzó un nuevo sencillo, "Rocket to Uranus", una colaboración con el cantautor Pete Burns y la celebridad estadounidense Perez Hilton. El vídeo se estrenó el 6 de junio en la cadena de televisión holandesa TMF, y en formatos 2D y 3D en su propia web y canal de YouTube.[cita requerida]
En diciembre de 2011, el grupo lanzó The Best of Vengaboys en Australia.

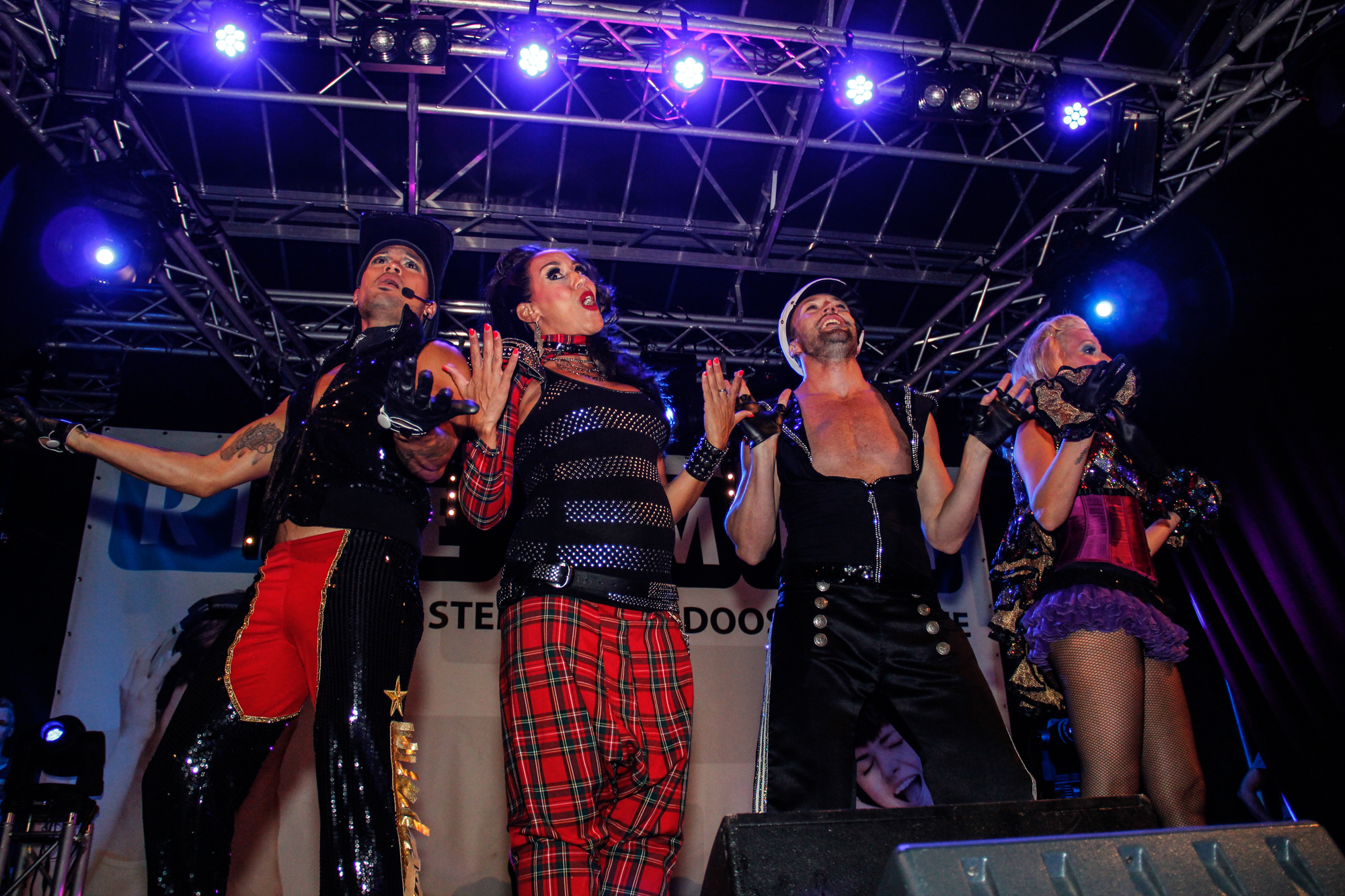
Vengaboys presentándose en vivo (2013)

En enero de 2013, el grupo interpretó por primera vez una versión de "Hot, Hot, Hot", durante su gira nacional en Australia. La canción fue lanzada en julio de 2013 como sencillo. 
Por esas fechas, Kim Sasabone quedó embarazada.[cita requerida]

### 2014-2015:X-mas Party Album

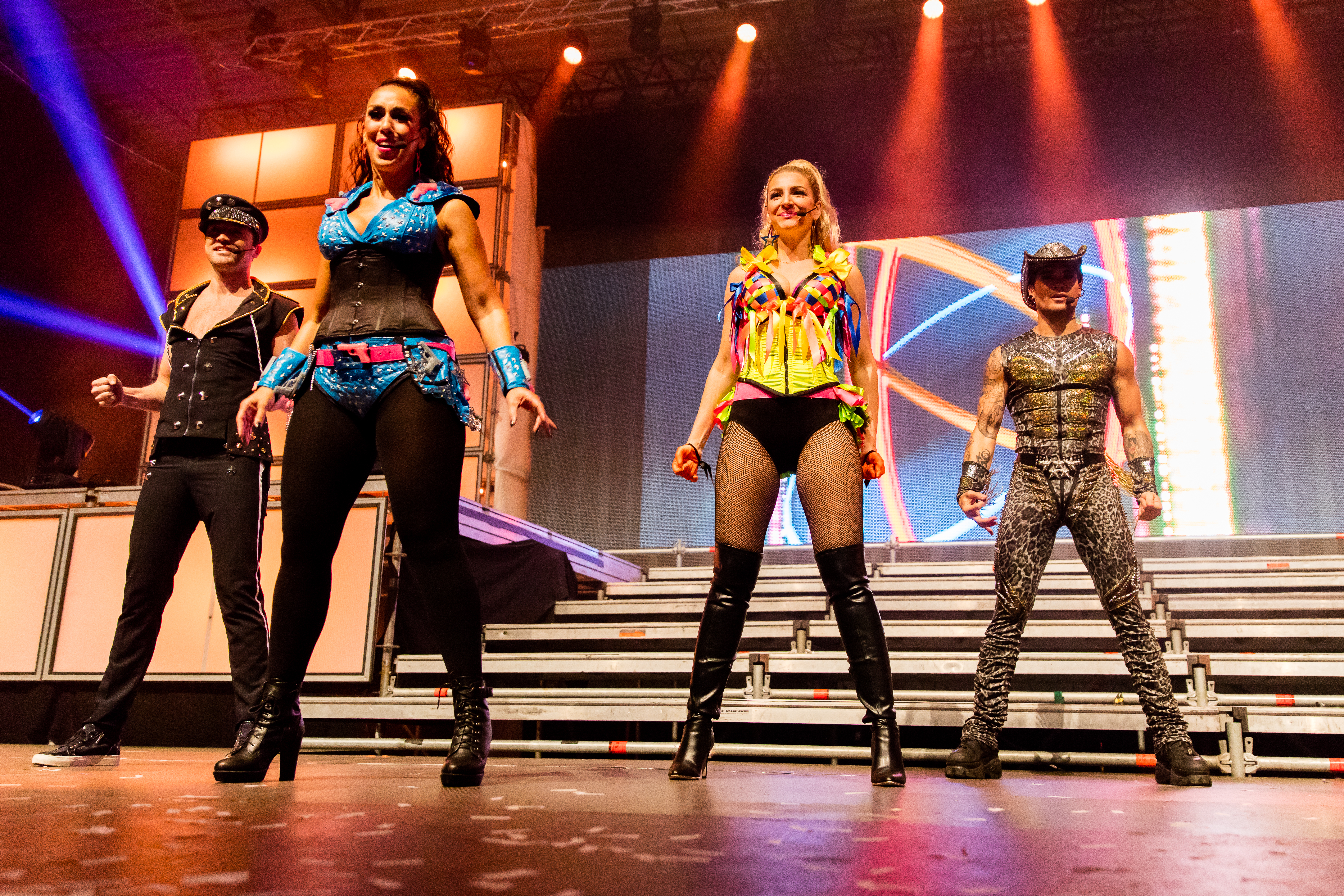
Los Vengaboys en el escenario en 2015

En enero de 2014, Robin Pors dijo en una entrevista en Dubái que el grupo tenía la intención de seguir de gira por Europa y que estaban trabajando en futuros shows en Oriente Medio y la India, junto con la presentación de sus grandes éxitos, su último sencillo, "Hot, Hot, Hot", y al parecer nuevos temas inéditos. También afirmó que estaba previsto publicar nuevo material en 2014. En mayo de 2014 se lanzó un nuevo remix de su sencillo "To Brazil" retitulado "2 Brazil". 
En noviembre de 2014 se lanzó un nuevo álbum llamado The X-mas Party Album que incluye todos los éxitos de Vengaboys con un sonido navideño. Además, el sencillo "Where Did My X-mas Tree Go" fue lanzado junto con un nuevo video musical.[cita requerida] En diciembre estaba prevista una gira por Sudáfrica.

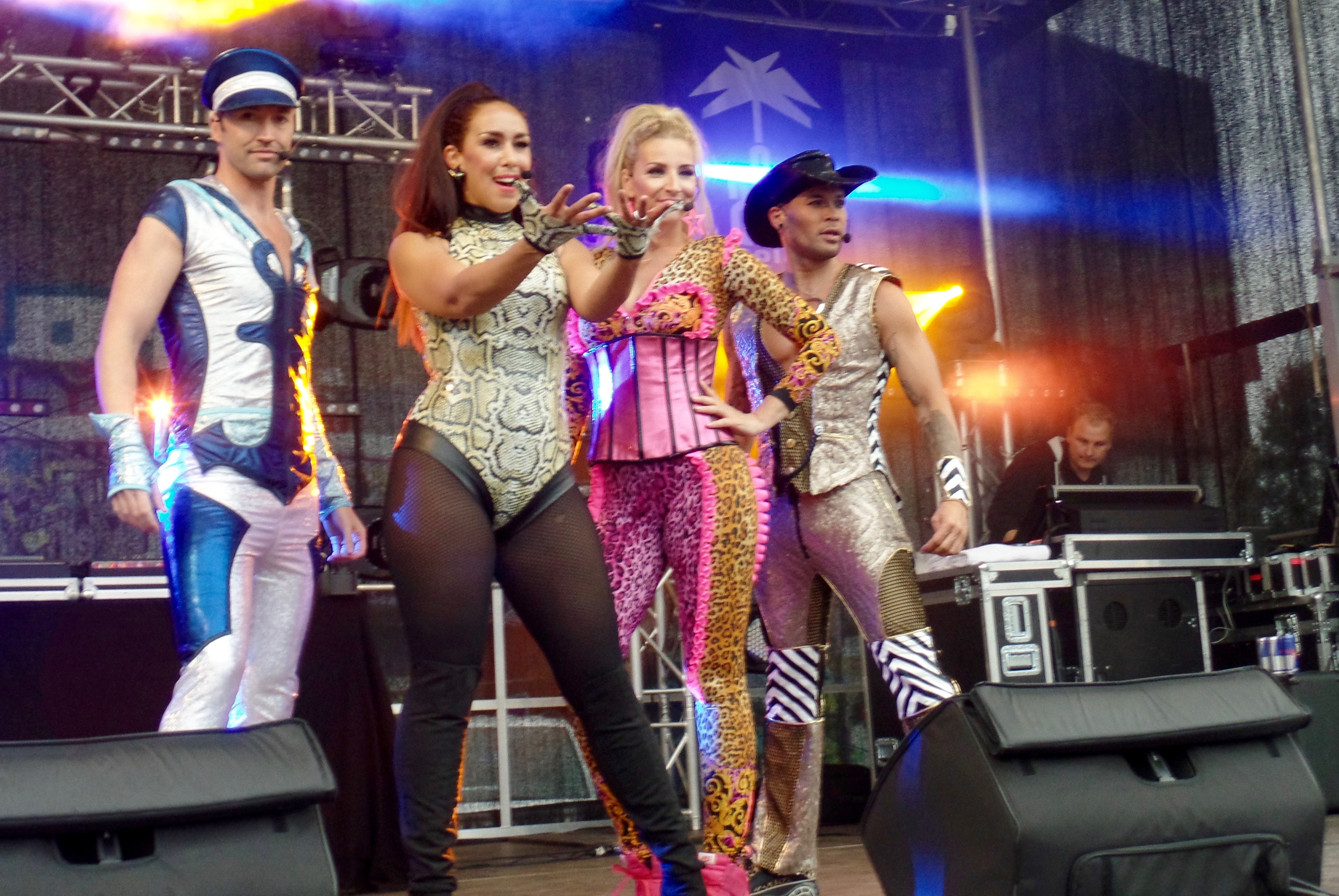
Vengaboys (2016)

### 2015-2017: Gira por Australia y Nueva Zelanda
A finales de febrero de 2015, Denise Post-Van Rijswijk dijo que estaba embarazada de su segundo hijo.
En 2016, el grupo realizó una gira por Australia y Nueva Zelanda.
En noviembre y diciembre de 2017, Vengaboys fueron el acto de apertura de Steps en su Party on the Dancefloor Tour.

### 2019: 20 aniversario y EPUnplugged
En 2019, los Vengaboys celebraron su 20 aniversario y lanzaron versiones unplugged de las canciones "Boom, Boom, Boom, Boom" y "We're Going to Ibiza!" y publicaron un EP titulado Unplugged #1's.

### 2020-2021: Covers y remezclas
En el verano de 2020, la banda lanzó una versión de festival de su éxito mundial "Up & Down" con el DJ y productor australiano Timmy Trumpet, con la nueva versión acreditada a Timmy Trumpet x Vengaboys.
En septiembre de 2021, la banda lanzó una versión de la canción de Charli XCX y Troye Sivan "1999", retitulada "1999 (I Wanna Go Back)" y vino con un video de estilo falso profundo que vio a las estrellas de la cubierta de varios 1990s albums. lip-syncing con la canción y al grupo metido en la secuencia del título de Friends con el sofá y la fuente.
En septiembre de 2021, Vengaboys participó en el 90's Nostalgia: Electric Circus en Canadá, con música Eurodance.

## Miembros

#### Miembros actuales
- Kim Sasabone (1997-2004, 2007-2024; en hiato)
- Denise van Rijswijk (1997-2002, 2007-actualidad)
- Robin Pors (traje de marinero) (1997-1999, 2009-actualidad)
- Donny Latupeirissa (traje de vaquero) (2007-2011, 2013-2018; 2021-actualidad)

#### Miembros anteriores
- Roy Darman (en el traje de vaquero) (1997-2004)
- Yorick Bakker (en el traje de marinero) (1999-2002, 2007-2009)
- Mark Jong-a-Ping (traje de vaquero) (2002-2004, 2018-2020)
- Lynn Allien (2002-2004)

#### Miembros de gira
- JJ van Zon (2012)
- Cilla Niekoop (2024-actualidad)

## Discografía

### Álbumes de estudio
| Título                                                                   | Detalles                                                                                                   | Posiciones en las listas | Posiciones en las listas | Posiciones en las listas | Posiciones en las listas | Posiciones en las listas | Posiciones en las listas | Posiciones en las listas | Posiciones en las listas | Posiciones en las listas | Posiciones en las listas | Posiciones en las listas | Posiciones en las listas | Posiciones en las listas | Certificaciones                                                                                        |
| Título                                                                   | Detalles                                                                                                   | HOL                      | FRA                      | BEL                      | AUS                      | AUT                      | POR                      | CAN                      | ALE                      | IRL                      | NZ                       | SUI                      | R.U.                     | EUA                      | Certificaciones                                                                                        |
| ------------------------------------------------------------------------ | --- | ------------------------ | ------------------------ | ------------------------ | ------------------------ | ------------------------ | ------------------------ | ------------------------ | ------------------------ | ------------------------ | ------------------------ | ------------------------ | ------------------------ | ------------------------ | --- |
| The Party Album                                                          | - Lanzamiento: 4 de julio de 1999 - Discográfica: Strictly Rhythm - Formato: CD, descarga digital, casete  | 4                        | 22                       | 11                       | 4                        | 26                       | 1                        | 5                        | 18                       | 39                       | 5                        | 26                       | 6                        | 86                       | - ARIA: 2× Platino - BPI: 2× Platino - CRIA: 3× Platino - RIAA: Oro - RMNZ: 5× Platino - IFPI SWI: Oro |
| The Platinum Album                                                       | - Lanzamiento: 11 de marzo de 2000 - Discográfica: Strictly Rhythm - Formato: CD, descarga digital, casete | 2                        | 5                        | 5                        | 20                       | 2                        | 1                        | 3                        | 4                        | 3                        | 1                        | 2                        | 9                        | 7                        | - ARIA: Platino - BPI: Oro - CRIA: Oro                                                                 |
| "—" denota que el álbum no se lanzó o no se posicionó en ese territorio. | |                          |                          |                          |                          |                          |                          |                          |                          |                          |                          |                          |                          |                          | |

### Extended plays
| Título         | Detalles |
| -------------- | --- |
| Unplugged #1's | - Lanzamiento: 28 de junio de 2019 - Discográfica: Breakin' Records/Violent Music BV - Formato: Descarga digital |

### Álbumes de remezclas
| Título           | Detalles                                                                                               |
| ---------------- | --- |
| The Remix Album  | - Lanzamiento: 25 de noviembre de 2000 - Format: Central Station - Format: CD, descarga digital        |
| Xmas Party Album | - Lanzamiento: 24 de noviembre de 2014 - Discográfica: Breakin' Records - Format: CD, descarga digital |

### Sencillos
| Año                                                                                               | Título                                               | Posiciones en las listas | Posiciones en las listas | Posiciones en las listas | Posiciones en las listas | Posiciones en las listas | Posiciones en las listas | Posiciones en las listas | Posiciones en las listas | Posiciones en las listas | Posiciones en las listas | Posiciones en las listas | Certificaciones                                     | Álbum                         |
| Año                                                                                               | Título                                               | HOL                      | ALE                      | AUS                      | AUT                      | BEL                      | IRL                      | NZ                       | SUE                      | SUI                      | R.U.                     | EUA                      | Certificaciones                                     | Álbum                         |
| ------------------------------------------------------------------------------------------------- | ---------------------------------------------------- | ------------------------ | ------------------------ | ------------------------ | ------------------------ | ------------------------ | ------------------------ | ------------------------ | ------------------------ | ------------------------ | ------------------------ | ------------------------ | --------------------------------------------------- | ----------------------------- |
| 1997                                                                                              | «Parada de Tettas»                                   | 14                       | 25                       | 14                       | 30                       | 60                       | 23                       | 32                       | 55                       | 78                       | 98                       | 56                       | Sin Certificación                                   | Up and Down - The Party Album |
| 1998                                                                                              | «To Brazil!»                                         | 22                       | 32                       | 54                       | 67                       | 89                       | 89                       | 12                       | 56                       | 45                       | 67                       | 98                       | Sin Certificación                                   | Up and Down - The Party Album |
| 1998                                                                                              | «Up and Down»                                        | 5                        | 12                       | 1                        | 24                       | 11                       | 3                        | 27                       | 1                        | 32                       | 4                        | 3                        | - BPI: Oro                                          | Up and Down - The Party Album |
| 1998                                                                                              | «We Like to Party»                                   | 2                        | 4                        | 2                        | 6                        | 1                        | 3                        | 9                        | 56                       | 4                        | 3                        | 26                       | - ARIA: Platino - BPI: Oro                          | Up and Down - The Party Album |
| 1998                                                                                              | «Boom, Boom, Boom, Boom!!»                           | 1                        | 6                        | 2                        | 8                        | 1                        | 7                        | 1                        | 1                        | 13                       | 1                        | 84                       | - ARIA: Platino - BVMI: Oro - BPI: Oro              | The Party Album (Re-Release)  |
| 1999                                                                                              | «We're Going to Ibiza»                               | 1                        | 9                        | 26                       | 12                       | 2                        | 9                        | 6                        | 2                        | 7                        | 1                        | 8                        | - ARIA: Oro - BPI: Oro                              | The Party Album (Re-Release)  |
| 1999                                                                                              | «Megamix»                                            | 54                       | 55                       | 67                       | 78                       | 99                       | 87                       | 54                       | 67                       | 82                       | 68                       | 55                       | Sin Certificación                                   | The Remix Album               |
| 1999                                                                                              | «Kiss (When the Sun Don't Shine)»                    | 2                        | 10                       | 17                       | 14                       | 5                        | 3                        | 1                        | 3                        | 14                       | 3                        | 55                       | - BPI: Plata                                        | The Platino Album             |
| 2000                                                                                              | «Shalala Lala»                                       | 2                        | 3                        | 4                        | 2                        | 2                        | 4                        | 1                        | 5                        | 3                        | 5                        | 56                       | - ARIA: Oro - BMVI: Platino - BPI: Plata - SUI: Oro | The Platino Album             |
| 2000                                                                                              | «Uncle John from Jamaica»                            | —                        | —                        | —                        | —                        | —                        | —                        | —                        | —                        | —                        | —                        | —                        | Sin Certificación                                   | The Platino Album             |
| 2000                                                                                              | «Cheekah Bow Bow (That Computer Song)» (con Cheekah) | —                        | —                        | —                        | —                        | —                        | —                        | —                        | —                        | —                        | —                        | —                        | Sin Certificación                                   | The Platino Album             |
| 2010                                                                                              | «Rocket to Uranus» (con Perez Hilton)                | 7                        | 12                       | 34                       | 56                       | 76                       | 98                       | 99                       | 100                      | 67                       | 98                       | 98                       | Sin Certificación                                   | The Best of Vengaboys         |
| 2014                                                                                              | «Where Did My Xmas Tree Go»                          | —                        | —                        | —                        | —                        | —                        | —                        | —                        | —                        | —                        | —                        | —                        | Sin Certificación                                   | Xmas Party Album              |
| 2020                                                                                              | «Up & Down» (con Timmy Trumpet)                      | 12                       | 24                       | 32                       | 44                       | 55                       | 67                       | 77                       | 98                       | 78                       | 80                       | 36                       | Sin Certificación                                   | TBA                           |
| 2021                                                                                              | «I Wanna Go Back»                                    | 24                       | 32                       | 34                       | 45                       | 56                       | 78                       | 92                       | 98                       | 97                       | 87                       | 99                       | Sin Certificación                                   | TBA                           |
| 2022                                                                                              | Forever as one                                       | 34                       | 32                       | 45                       | 55                       | 85                       | 98                       | 96                       | 45                       | 56                       | 32                       | 100                      | Sin Certificación                                   | TBA                           |
| «—» denota que el sencillo no se posicionó en ese territorio, o que no alcanzaron el mismo éxito. |                                                      |                          |                          |                          |                          |                          |                          |                          |                          |                          |                          |                          |                                                     |                               |

### Sencillos promocionales
| Año  | Título    | Posiciones en las listas | Posiciones en las listas | Álbum           |
| Año  | Título    | ALE                      | SUI                      | Álbum           |
| ---- | --------- | ------------------------ | ------------------------ | --------------- |
| 1999 | «Megamix» | 55                       | 82                       | The Remix Album |

## Videos musicales
| Año  | Título                                               | Director(es)         |
| ---- | ---------------------------------------------------- | -------------------- |
| 1997 | «Parada de Tettas»                                   | Desconocido          |
| 1998 | «To Brazil!»                                         | Desconocido          |
| 1998 | «Up & Down»                                          | Wendelien van Diepen |
| 1998 | «We Like to Party (The Vengabus)»                    | Wendelien van Diepen |
| 1998 | «Boom, Boom, Boom, Boom!!»                           | Desconocido          |
| 1999 | «We're Going to Ibiza»                               | Desconocido          |
| 1999 | «Kiss (When the Sun Don't Shine)»                    | Masashi Muto         |
| 2000 | «Shalala Lala»                                       | Desconocido          |
| 2000 | «Uncle John from Jamaica»                            | Desconocido          |
| 2000 | «Cheekah Bow Bow (That Computer Song)» (con Cheekah) | Desconocido          |
| 2001 | «Forever as One»                                     | Desconocido          |
| 2010 | «Rocket to Uranus» (con Perez Hilton)                | Andy Soup            |
| 2013 | «Hot, Hot, Hot»                                      | Ivo de Jongh         |
| 2014 | «2 Brazil»                                           | Ine & Sanne          |
| 2014 | «Where Did My Xmas Tree Go»                          | Desconocido          |
| 2021 | «I Wanna Go Back»                                    | Desconocido          |
| 2022 | «Forever as one»                                     | Desconocido          |